# 難波小野王
難波小野王（なにわ の おの の みこ、生年不詳 - 仁賢天皇2年9月）は、顕宗天皇の皇后。難波小野女王とも。古事記には難波王（なにわのみこ）とある。
紀では、父が丘稚子王、祖父が磐城王(磐城王は雄略天皇の皇子・磐城皇子か）、曽祖父が允恭天皇、記では父が石木王（磐城皇子と同一人物と考えられる）とある。母は未詳。
顕宗天皇元年1月、顕宗天皇の即位と同月に皇后に立った。子女は無し。顕宗天皇が崩御し、次いで仁賢天皇が即位すると、皇太子であった頃の仁賢天皇に行った無礼な振舞いにより誅殺されることを恐れ、仁賢天皇2年9月に自殺した。

## 系譜
日本書紀
- 「雄朝津間稚子宿禰天皇曾孫、磐城王孫、丘稚子王之女」（允恭天皇の曾孫、磐城王（磐城皇子か？）の孫、丘稚子王の娘）

古事記
- 「石木王之女」（石木王（磐城皇子か？）の娘）

| スタブアイコン | サブスタブ | この項目は、まだ閲覧者の調べものの参照としては役立たない、人物に関連した書きかけの項目です。この項目を加筆・訂正などしてくださる協力者を求めています（P:人物伝/PJ:人物伝）。 |